# Rise of the Wise
A Rise of the Wise a magyar Wisdom power metal zenekar 2016-ban megjelentetett negyedik nagylemeze. Az albumon Joakim Brodén, a Sabaton énekese is vendég-szerepelt, az utolsó, címadó dalban. 2016. február 29.-én jelent meg, a NAIL Records / Hammer Music gondozásában. A lemez a MAHASZ sikerlistájának első helyén állt bemutatása idején. Az együttes 2016. október 22.-én koncertet tartott, a lemez hirdetése érdekében, a Barba Negra Music Clubban.

## Dalok
1. Over the Wall (instrumentális szám)
2. Ravens' Night
3. My Heart is Alive
4. Hunting the Night
5. Hero
6. Through the Fire
7. Nightmare of the Seas
8. Believe in Me
9. Secret Life
10. Welcome to My Story
11. Rise of the Wise

## Közreműködők
- Tóth Tamás - dobok
- Molnár Máté - basszusgitár, ének
- Kovács Gábor - gitár, dalszerzés
- Nagy Gábor - éneklés
- Bodor Máté - gitár, dalszerzés (a tizedik számot ő szerezte)
- Joakim Brodén - éneklés (a "Rise of the Wise" című dalban)